# Ulrico di Augusta
Ulrico, o anche Ulderico e Uldarico (in latino Udalricus; in tedesco Ulrich) (Zurigo, 890 – Augusta, 4 luglio 973), fu un monaco che divenne vescovo di Augusta. È venerato come santo dalla Chiesa cattolica.

## Biografia
Dopo essere stato fino al 908 nell'abbazia di San Gallo, grazie all'influenza dello zio duca di Svevia Burcardo II, nel 923 fu eletto vescovo della diocesi di Augusta da Enrico I di Sassonia.
Migliorò la condizione del clero e rafforzò l'osservanza delle leggi della chiesa; allo stesso tempo fece inoltre costruire numerose chiese e compì varie visite pastorali.
All'epoca delle invasioni magiare nei territori di Baviera e Svevia, Ulrico fece fortificare la città tedesca ed in seguito fece ricostruire le chiese distrutte negli scontri.
Nel 954 fu tra gli artefici della pace intercorsa tra Liudolfo di Svevia ed il padre di questi, Ottone I, che gli concesse di battere moneta; Ulrico partecipò anche a quattro sinodi: a Ingelheim nel 948 e nel 972, ad Augusta nel 952 e a Roma nel 972.

## Culto
Sant'Ulrico fu il primo santo ad essere stato canonizzato da un papa (per la cronaca da papa Giovanni XV), durante un sinodo romano tenutosi in Laterano il 31 gennaio 993, evento ratificato ai vescovi francesi e tedeschi con una bolla datata 3 febbraio.

### Culto in Italia
Il santo è particolarmente venerato ad Ivrea e a Lavis, che al tempo di Ulrico apparteneva all'imperatore del Sacro Romano Impero: il torrente Avisio segnava proprio il confine con tale e impero e, fino al XVI secolo, fu anche un confine linguistico. Secondo una leggenda, Ulrico morì a Lavis e il suo cadavere venne sviscerato e imbalsamato per essere poi trasportato ad Augusta in Baviera, ove la storiografia vuole sia veramente morto. Del resto, già alla fine del X secolo, a Lavis sorse una cappella con lo scopo di custodire le reliquie del santo; anche l'antica cappella del castello di Sigmundskron presso Bolzano è dedicata al santo.
Attualmente la chiesa di Sant'Ulrico di Lavis è tra i migliori esempi del barocco in Trentino: ricostruita verso la metà del XVIII secolo inglobando l'antica cappella de X secolo, la grande e luminosa aula ospita stupendi affreschi del pittore veronese Bartolomeo Zeni e del figlio Domenico. Nel presbiterio, oltre a Sant'Udalrico in gloria, si può ammirare il Miracolo del pesce che il vescovo Ulrico compì a Costanza.
Il santo è patrono della chiesa parrocchiale di Ortisei che, non a caso, in tedesco è denominata St. Ulrich. Gli abitanti di Indovero, frazione di Casargo (LC), sono particolarmente legati ad una chiesetta alpina, posta sulle pendici del Monte Muggio, dedicata a Sant'Ulderico.

## Vita di San Ulrico
Bassorilievi di Ludwig Moroder-Lenert sulla vita di san Ulrico nella chiesa parrocchiale di Ortisei

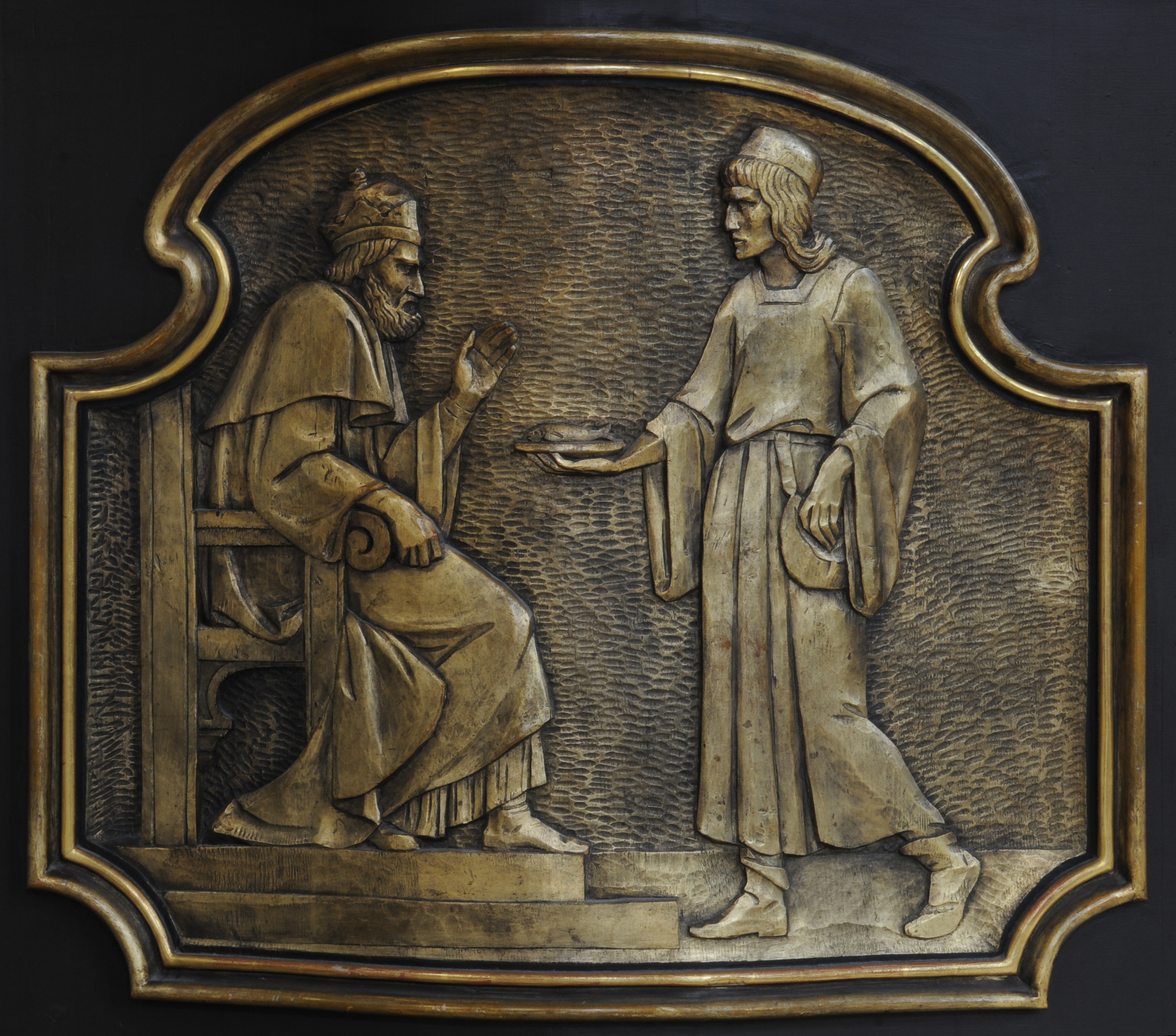
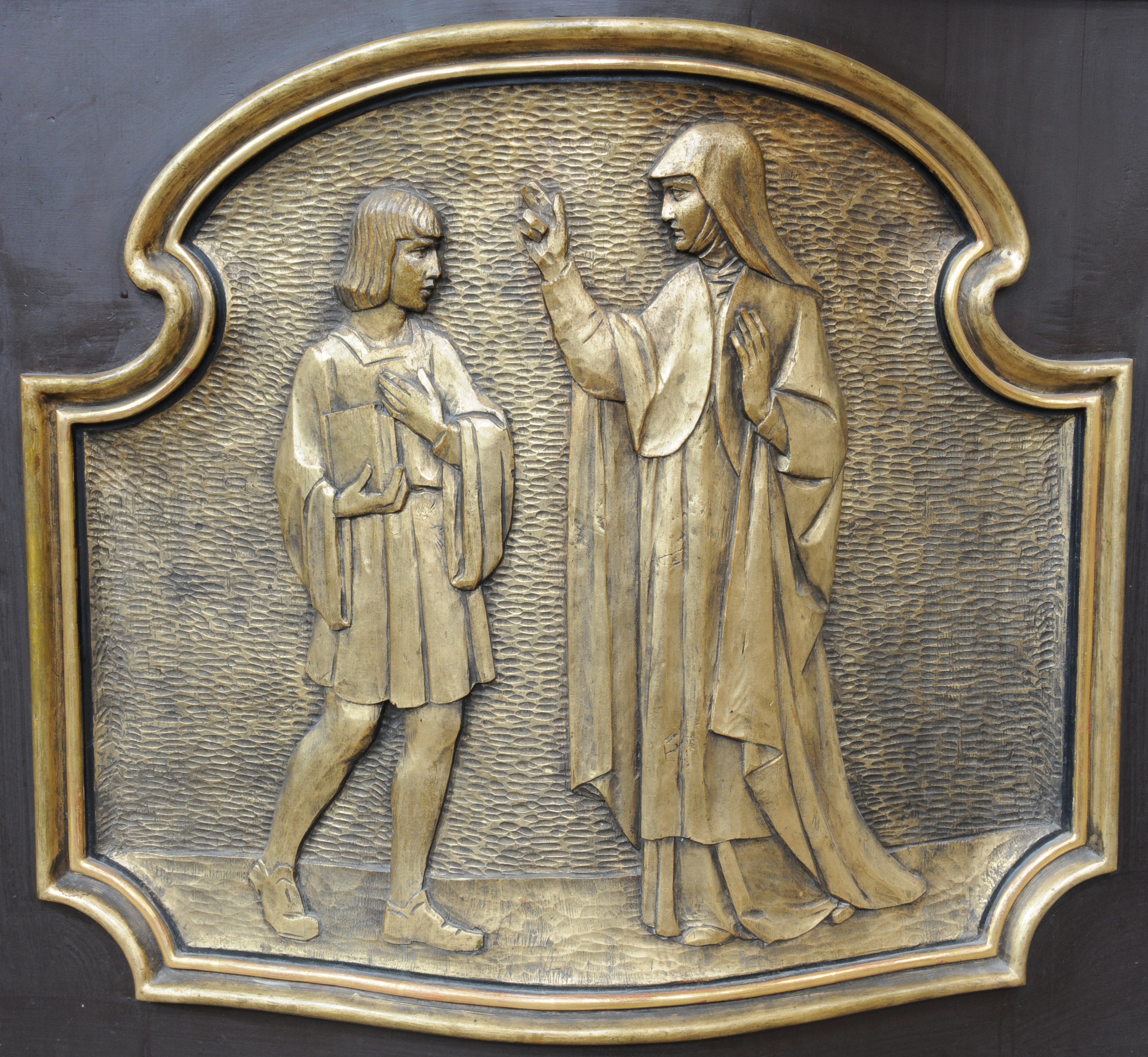
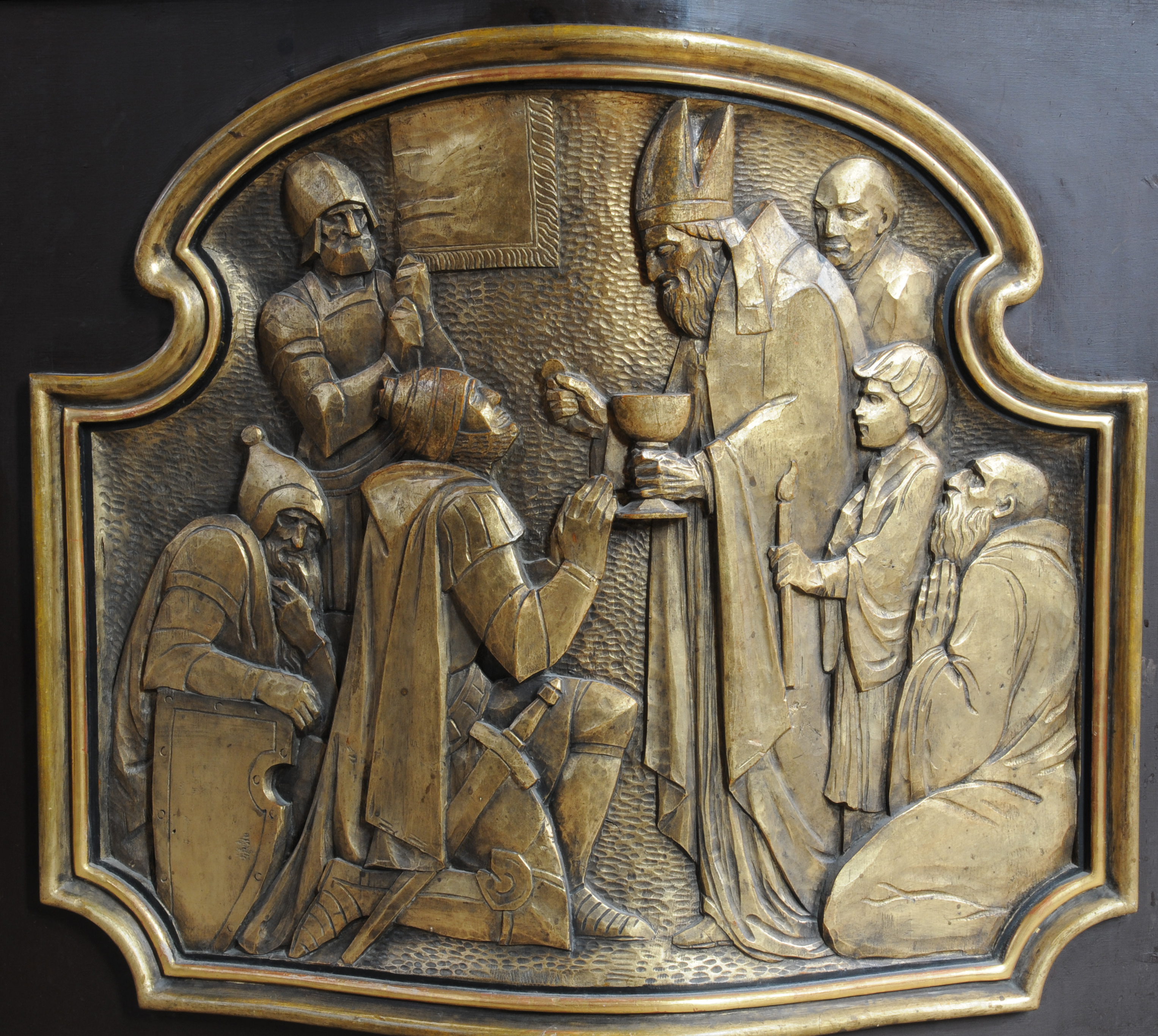